# Franz Josef Delonge
Franz Josef Delonge (24 de junho de 1927 - 10 de junho de 1988) foi um advogado e político alemão, representante da União Social-Cristã da Baviera.
Desde 1968 ele pertenceu ao conselho municipal de Munique, e de 1978 a 1984 foi Presidente da CSU em Munique. Ele trabalhou muito com o prefeito Erich Kiesl (CSU) na legislação de construção e planeamento, na modernização da administração municipal e na promoção do desporto.